# Bonniers stora lexikon
Bonniers stora lexikon är ett svenskt uppslagsverk bestående av 15 band. Uppslagsverket gavs ut mellan 1985 och 1990 av Bonnier Fakta. Lena Backström var redaktör, medan "idé och regi" sköttes av Sven Lidman. Förutom vanliga uppslagsartiklar, innehåller verket också de av Lidman utformade lexivisionerna, helsidesstora fördjupningsartiklar i text, bild och grafer avseende viktiga uppslagsord. Det femtonde bandet innehåller index, tabeller och en synonymlista.
Under början av 2000-talet gavs Bonniers stora lexikon även ut på CD-ROM.